# Décortiqueuse de riz

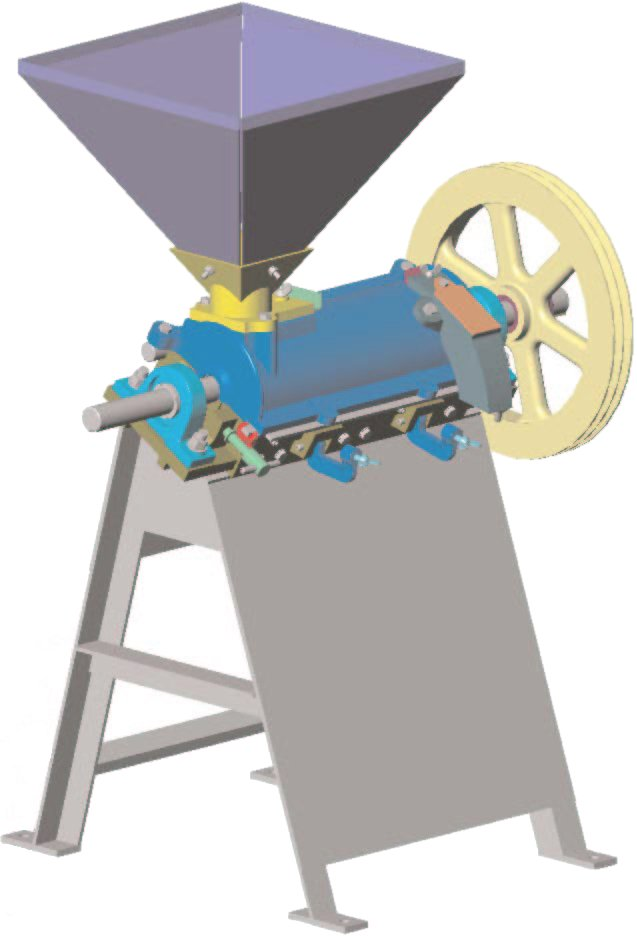
Décortiqueuse de riz capable d'utiliser plusieurs sources d'énergie.

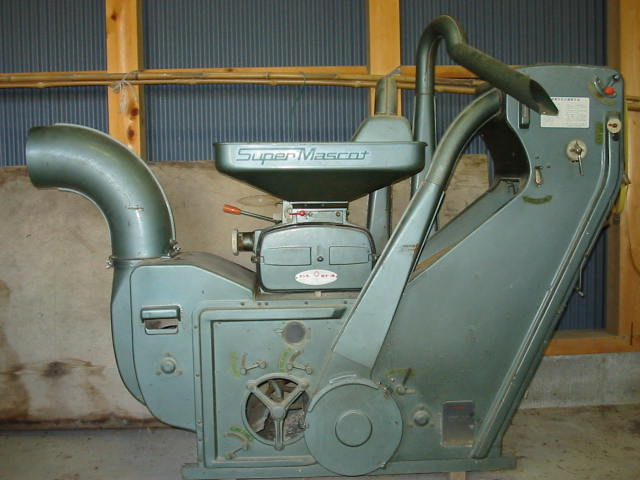
Décortiqueuse mécanique d’un type ancien, entraînée par un moteur à essence.

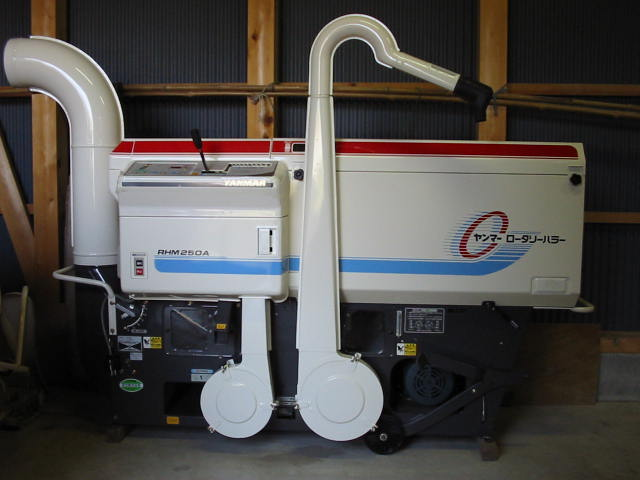
Décortiqueuse rotative électrique.

Une décortiqueuse de riz est une machine agricole utilisée pour automatiser le processus de retrait des enveloppes (glumes et glumelles) des grains de riz paddy, enveloppes adhérentes au grain, appelées aussi « balle ». Tout au long de l'histoire, il y eut de nombreuses techniques pour séparer le riz de ses enveloppes. Traditionnellement, il était pilonné en utilisant une certaine forme de mortier et de pilon. Une des premières machines simples pour effectuer cette opération était le pilon à riz. Plus tard, des machines encore plus efficaces furent développées pour décortiquer et polir le riz. Ces machines sont très majoritairement conçues et utilisées en Asie, où le type de décortiqueuse le plus populaire est la décortiqueuse Engelberg conçue par l'ingénieur brésilien d’origine allemande, Evaristo Conrado Engelberg au Brésil, dont le premier brevet date de 1885.
La décortiqueuse Engelberg utilise des rouleaux d'acier pour ôter l'enveloppe. D’autres types de décortiqueuses incluent un disque ou un cône qui utilise un disque rotatif abrasif pour enlever d'abord l’enveloppe avant de diriger le grain vers des rouleaux coniques qui le poliront.
Des rouleaux en caoutchouc peuvent être utilisés pour réduire la quantité de grains cassés, et permettre ainsi d'augmenter le pourcentage de riz de meilleure qualité, mais les rouleaux en caoutchouc nécessitent de fréquents remplacements, ce qui peut être un inconvénient significatif.

## Exemple de mécanisme

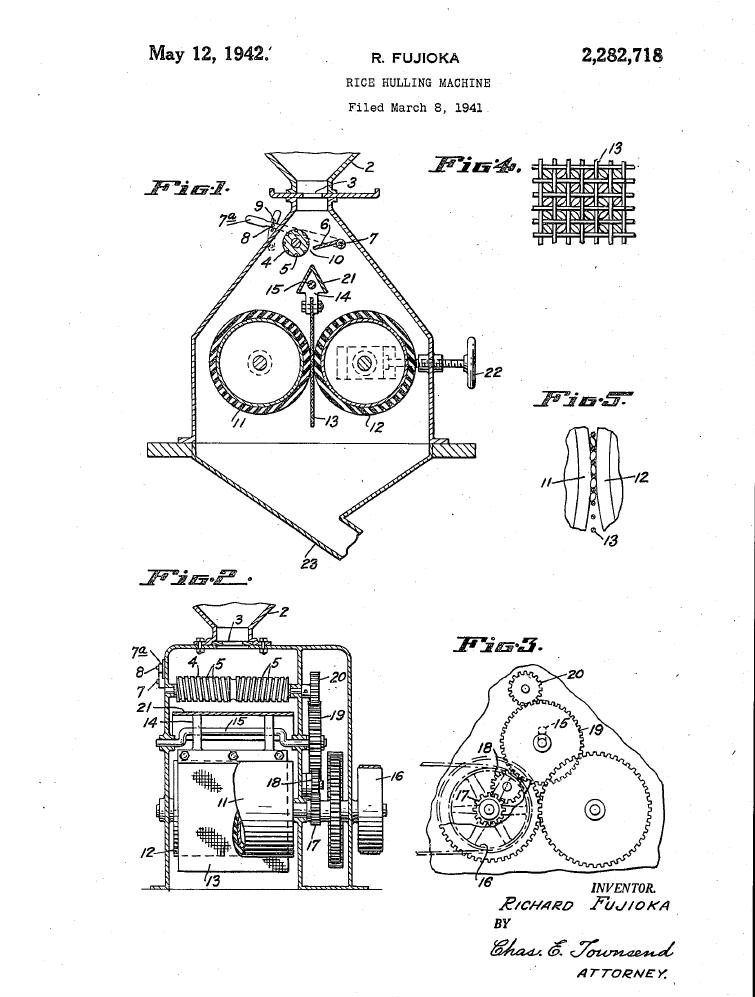
Dessin du mécanisme d'une machine de décorticage de riz datant de 1942.